# Trogoderma quadrifasciatum
Trogoderma quadrifasciatum là một loài bọ cánh cứng trong họ Dermestidae. Loài này được Broun miêu tả khoa học năm 1893.